# Ba Madine
Ba Madine (Rosso, 1959) es un político e ingeniero electrónico de Mauritania.
Cursó sus estudios en el Instituto Nacional de Hidrocarburos en Argel, en la Escuela Superior de Ingeniería de Gabón y en el Instituto Nacional de Ciencias Aplicadas de Toulouse, Francia. Fue profesor en el Liceo de Nuakchot, director del Colegio de Enseñanzas Técnicas y del Liceo de Formación Técnica de Nuadibú. En 2008 fue nombrado ministro de Artesanía y Turismo en el gobierno de Yahya Ould Ahmed Waghf. Tras el golpe de Estado de agosto de ese año que depuso al presidente Sidi Uld Cheij Abdallahi y a Yahya Ould Ahmed Waghf, el nuevo gobierno de la Junta militar le nombró director general de la Agencia Nacional de Apoyo e Integración de los Refugiados.